# Ratpenat nassut de Colòmbia
El ratpenat nassut de Colòmbia (Choeroniscus periosus) és una espècie de ratpenat de la família dels fil·lostòmids. Viu a Colòmbia i l'Equador.

## Subespècies
- Choeroniscus periosus periosus
- Choeroniscus periosus ponsi